# Kobyla Góra (Równina Gryficka)
Kobyla Góra – wzniesienie na Równinie Gryfickiej o wysokości 82,6 m n.p.m., położone w woj. zachodniopomorskim, w powiecie kołobrzeskim, w gminie Rymań. 
Obszar wzniesienia został objęty specjalnym obszarem ochrony siedlisk Kemy Rymańskie.
Ok. 0,5 km na zachód od wzniesienia znajduje się osada Gołkowo, a przy północnym podnóżu wzniesienia leży osada Lędowa. 
Nazwę Kobyla Góra wprowadzono urzędowo rozporządzeniem w 1949 roku, zastępując poprzednią niemiecką nazwę Kabels Berg.